# خانه شیرخانی
خانه شیرخانی مربوط به دوره پهلوی است و در شهرستان خواف، بخش مرکزی - خیابان مدرس، کوچه مدرس۲، جنب مسجد النبی واقع شده و این اثر در تاریخ ۲۵ مرداد ۱۳۸۴ با شمارهٔ ثبت ۱۳۳۷۶ به‌عنوان یکی از آثار ملی ایران به ثبت رسیده‌است.